# ЛГБТ психология
ЛГБТ психологията е този дял на психологията, който се занимава с теми от ЛГБТ науката и обществото като разкриването, изграждането и поддържането на партньорските двойки и семейства при хомосексуалните и т.н.
Това е дял от по-голямата тема ЛГБТ и психология, която включва и други въпроси като разглеждането на хомосексуалността от психологията, сексологията и т.н. през различните епохия, времена, векове и прочее.